# Carife
Carife község (comune) Olaszország Campania régiójában, Avellino megyében.

## Fekvése
A megye keleti részén fekszik. Határai: Castel Baronia, Frigento, Guardia Lombardi, San Nicola Baronia, Sturno, Trevico és Vallata.

## Története
Carife legrégebbi régészeti emlékei i. e. 3000-ből származnak. Az ókor során előbb a görögök, majd az etruszkok és rómaiak telepedtek meg ezen a vidéken. 849-ben a longobárd Beneventói Hercegség része lett, majd a Nápolyi Királyság egyik hűbéri birtoka. A 19. században nyerte el önállóságát, amikor a Nápolyi Királyságban felszámolták a feudalizmust.

## Népessége
A népesség számának alakulása:

## Főbb látnivalói
- az 1732-es földrengés után épült Palazzo Marchesale
- a Madonna del Purgatorio-templom, amely súlyosan megsérült az 1980-as földrengés során
- az 1749-ben épült San Francesco-kolostor
- az 1732-e földrengés után épült San Giovanni Battista-templom, amelyben a hagyományok szerint Jézus keresztjének relikviáit őrzik.